# مرسيدس ماكناب
مرسيدس ماكناب هي ممثلة كندية، ولدت في 14 مارس 1980 بفانكوفر في كندا.

## أعمال

### أفلام
- (2006) فأس
- (2010) عطش
- (2010) فأس II

### مسلسلات
- آنجل
- جوال تكساس ووكر

## وصلات خارجية
- مرسيدس ماكناب على موقع IMDb (الإنجليزية)
- مرسيدس ماكناب على موقع ألو سيني (الفرنسية)
- مرسيدس ماكناب على موقع أول موفي (الإنجليزية)
- مرسيدس ماكناب على موقع قاعدة بيانات الأفلام السويدية (السويدية)
- مرسيدس ماكناب على موقع قاعدة بيانات الفيلم (الإنجليزية)
- مرسيدس ماكناب على موقع كينوبويسك (الروسية)